# هيو ميتشيل (سياسي)
هيو ميتشيل (بالإنجليزية: Hugh Mitchell)‏ هو شخصية أعمال وباحث ومُحرِّر وسياسي أمريكي، ولد في 22 مارس 1907 في غريت فولز في الولايات المتحدة، وتوفي في 10 يونيو 1996 في سياتل في الولايات المتحدة. حزبياً، نشط في الحزب الديمقراطي. وقد انتخب رئيس الدائرة الانتخابية ( – 1931) وانتخب عضو مجلس النواب الأمريكي (10 يناير 1945 – 25 ديسمبر 1946) وانتخب عضو مجلس الشيوخ الأمريكي (3 يناير 1949 – 3 يناير 1953).